# Pamela Ware
Pamela Ware (Greenfield Park, 12 de fevereiro de 1993) é uma saltadora do Canadá. Especialista no trampolim.

## Carreira
Pamela Ware representou seu país no Campeonato Mundial de Esportes Aquáticos de 2013 com duas medalhas no trampolim, na qual conquistou uma medalha de prata e bronze, no trampolim e trampolim sincronizado respectivamente. Em Jogos Pan-Americanos, tem duas pratas. 

### Rio 2016
Ware representou seu país nos Jogos Olímpicos de Verão de 2016, na qual ficou em 7º lugar no trampolim individual.